# Hurlizoanthus
Hurlizoanthus is een geslacht van neteldieren uit de klasse van de Anthozoa (bloemdieren).

## Soort
- Hurlizoanthus parrishi Sinniger, Ocaña & Baco, 2013